# 10월 6일주

10월 6일주의 위치

10월 6일주(영어: 6th of October Governorate, 아랍어: السادس من أكتوبر)는 이집트에 있던 주로 주도는 10월 6일시이다. 2008년 4월 기자주에서 분리되어 신설되었지만 2011년 4월 기자주에 다시 합병되면서 폐지되었다.

## 같이 보기
- 기자주